# Тупокришник кореневий
Тупокришник конфервоподібний (Amblystegium radicale) — вид мохів порядку гіпнобрієвих (Hypnales).

## Поширення
Ареал охоплює такі частини світу: Європа, Північна Америка, Азія.
Населяє перегнійні, підстилкові, багаті мінералами та евтрофні вологі луки та болота, під густо-злаковою та осоковою рослинністю; від низьких до високих (0–3000 метрів).

## Характеристика
Рослини в м'яких, пухких килимках. Стебла повзучі. Стеблові листки 0.8–1.6 мм ушир. Коробочкові ніжки 2–4.5 см. Коробочка 1.5–2 мм, при висиханні звужена під гирлом.